# Hendrik VI van Luxemburg
Hendrik VI (1252 - 5 juni 1288) was van 1281 tot 1288 graaf van Luxemburg. Als oudste zoon van Hendrik V volgde hij zijn vader op bij diens overlijden. Hij was vooral gedreven door de erfstrijd om het hertogdom Limburg wat uiteindelijk fataal afliep. Op 5 juni 1288 sneuvelde hij, tezamen met twee broers, in de Slag bij Woeringen.
Hij huwde rond 1260 met Beatrix van Avesnes (1242-1321), dochter van Boudewijn van Avesnes.
Zijn kinderen waren:
- Hendrik VII van Luxemburg (1278/79-1313), Rooms-Duits keizer
- Boudewijn (1285-1354), aartsbisschop van Trier,
- Magaretha († 1337), priorin in Marienthal,
- Felicitas († 1336) ∞ 1298 Jan van Leuven,
- Walram, (*1280 - † 1311 ).

## Voorouders
| Voorouders van Hendrik VI van Luxemburg | Voorouders van Hendrik VI van Luxemburg                                      | Voorouders van Hendrik VI van Luxemburg                                      | Voorouders van Hendrik VI van Luxemburg                                                | Voorouders van Hendrik VI van Luxemburg                                                | Voorouders van Hendrik VI van Luxemburg                                   | Voorouders van Hendrik VI van Luxemburg                                   | Voorouders van Hendrik VI van Luxemburg                                   | Voorouders van Hendrik VI van Luxemburg                                   |
| --------------------------------------- | ---------------------------------------------------------------------------- | ---------------------------------------------------------------------------- | -------------------------------------------------------------------------------------- | -------------------------------------------------------------------------------------- | ------------------------------------------------------------------------- | ------------------------------------------------------------------------- | ------------------------------------------------------------------------- | ------------------------------------------------------------------------- |
| Overgrootouders                         | Hendrik I van Namen (1112-1196) ∞ 1168 Agnes van Gelre (-)                   | Hendrik I van Namen (1112-1196) ∞ 1168 Agnes van Gelre (-)                   | Hendrik III van Limburg (ca. 1131-1221) ∞ Sophie van Saarbrücken (ca. 1132 - na 1214)) | Hendrik III van Limburg (ca. 1131-1221) ∞ Sophie van Saarbrücken (ca. 1132 - na 1214)) | Theobald I van Bar (1158-1214) ∞ Ermesinde van Brienne (1189-1211)        | Theobald I van Bar (1158-1214) ∞ Ermesinde van Brienne (1189-1211)        | Robrecht II van Dreux (1154-1218) ∞ Yolande van Coucy (1164–1222)         | Robrecht II van Dreux (1154-1218) ∞ Yolande van Coucy (1164–1222)         |
| Grootouders                             | Ermesinde II van Namen (1186-1247) ∞ 1214 Walram III van Limburg (1180-1126) | Ermesinde II van Namen (1186-1247) ∞ 1214 Walram III van Limburg (1180-1126) | Ermesinde II van Namen (1186-1247) ∞ 1214 Walram III van Limburg (1180-1126)           | Ermesinde II van Namen (1186-1247) ∞ 1214 Walram III van Limburg (1180-1126)           | Hendrik II van Bar (1190-1239) ∞ 1219 Filippa van Dreux (1192-1242)       | Hendrik II van Bar (1190-1239) ∞ 1219 Filippa van Dreux (1192-1242)       | Hendrik II van Bar (1190-1239) ∞ 1219 Filippa van Dreux (1192-1242)       | Hendrik II van Bar (1190-1239) ∞ 1219 Filippa van Dreux (1192-1242)       |
| Ouders                                  | Hendrik V van Luxemburg (1216-1281) ∞ 1240 Margaretha van Bar (1220-1275)    | Hendrik V van Luxemburg (1216-1281) ∞ 1240 Margaretha van Bar (1220-1275)    | Hendrik V van Luxemburg (1216-1281) ∞ 1240 Margaretha van Bar (1220-1275)              | Hendrik V van Luxemburg (1216-1281) ∞ 1240 Margaretha van Bar (1220-1275)              | Hendrik V van Luxemburg (1216-1281) ∞ 1240 Margaretha van Bar (1220-1275) | Hendrik V van Luxemburg (1216-1281) ∞ 1240 Margaretha van Bar (1220-1275) | Hendrik V van Luxemburg (1216-1281) ∞ 1240 Margaretha van Bar (1220-1275) | Hendrik V van Luxemburg (1216-1281) ∞ 1240 Margaretha van Bar (1220-1275) |
| Hendrik VI van Luxemburg (1252-1288)    |                                                                              |                                                                              |                                                                                        |                                                                                        |                                                                           |                                                                           |                                                                           |                                                                           |